# Dongtingsjön
Dongtingsjön är en stor grund sjö i nordöstra Hunan-provinsen i Kina. Sjön är ett flodbäcken till Yangtze-floden och varierar därför i storlek vid olika tider på året.
Dongtingsjön är känd som ursprungsområdet för den kinesiska drakbåten.